# Dietro la porta (film)
Dietro la porta (Deadbolt) è un film per la televisione statunitense del 1992 diretto da Douglas Jackson.

## Trama
Marty Hiller ha un buon studio in medicina e un disperato tentativo di pagare gli affitti per la casa, quindi contatta Alec Danz per chiedere aiuto, ma si rivela pericoloso, infatti a poco diventa ossessivo nei confronti di Marty imprigionandola.